# 臺灣扁蛇鰻
台湾扁蛇鰻（学名：Sympenchelys taiwanensis）是蛇鳗科扁蛇鰻属目前发现的唯一一种。模式标本采集自台湾屏东县东港镇。

## 鉴别特征
全长（TL）165—279毫米。尾长为全长的65%-66%；背鳍起点位于躯干前部；肛门前侧线孔44-47；背鳍前脊椎26-28，臀鳍前脊椎53—51，总脊椎数152-164；平均脊椎骨形式27-48-160。